# 도카이치정
도카이치정(十日市町)은 히로시마현 후타미군에 설치되었던 정이다. 현재의 미요시시에 해당한다.